# لزلیا نیومن
لزلیا نیومن (انگلیسی: Lesléa Newman؛ زادهٔ ۵ نوامبر ۱۹۵۵) نویسنده، نویسنده کودکان، و ویراستار اهل ایالات متحده آمریکا است.